# Metabissulfito de potássio
O metabissulfito de potássio, K2S2O5, também conhecido como pirossulfito de potássio, é um pó cristalino branco com odor pungente. É usado principalmente como antioxidante ou esterilizante químico.  Como dissulfito, é quimicamente muito semelhante ao metabissulfito de sódio, com o qual às vezes é usado de forma intercambiável. O metabissulfito de potássio possui uma estrutura cristalina monoclínica.

## Usos
É utilizado como aditivo alimentar, também conhecido como E224. Seu uso é restrito e pode causar reações alérgicas em algumas pessoas sensíveis.

### Vinho
O metabissulfito de potássio é um aditivo comum no vinho ou no mosto, no qual forma dióxido de enxofre (SO2) que tem ação desinfetante. Também atua como um potente antioxidante, protegendo a cor e os sabores delicados do vinho.
Uma dose elevada seria de 3 gramas de metabissulfito de potássio em 40 litros de mosto (gerando uma concentração de cerca de 75 ppm de SO2) antes da fermentação; depois, 6 gramas em 40 litros (150 ppm de SO2) durante o  engarrafamento. Alguns países regulamentam o teor de SO2 dos vinhos. 
Equipamentos para produção de vinho é higienizado por pulverização com solução de SO2 a 1% (2 colheres de chá de metabissulfito de potássio por L).

### Cerveja
O metabissulfito de potássio às vezes é usado na indústria cervejeira para inibir o crescimento de bactérias e fungos selvagens na cerveja, esta etapa é chamada de "estabilização". Também é usado para neutralizar monocloraminas presentes na água. É usado tanto por cervejeiros caseiros quanto por cervejeiros comerciais. Não é muito utilizado para fazer cerveja, pois o mosto quase sempre é fervido, o que mata a maioria dos microorganismos.